# 2024年加利福尼亞州4號提案
4號提案（英語：Proposition 4，專有名詞縮寫），是美國加利福尼亞州於2024年11月5日通過的一次公投，提案訴提案訴求發行募集資金債券，提供自然生態保護使用。